# جيرالد ولف
جيرالد ولف (بالإنجليزية: Gerald Wolfe)‏ هو مغني أمريكي، ولد في 1963.